# Désherbage thermique
 (octobre 2012).
Si vous disposez d'ouvrages ou d'articles de référence ou si vous connaissez des sites web de qualité traitant du thème abordé ici, merci de compléter l'article en donnant les références utiles à sa vérifiabilité et en les liant à la section « Notes et références ».

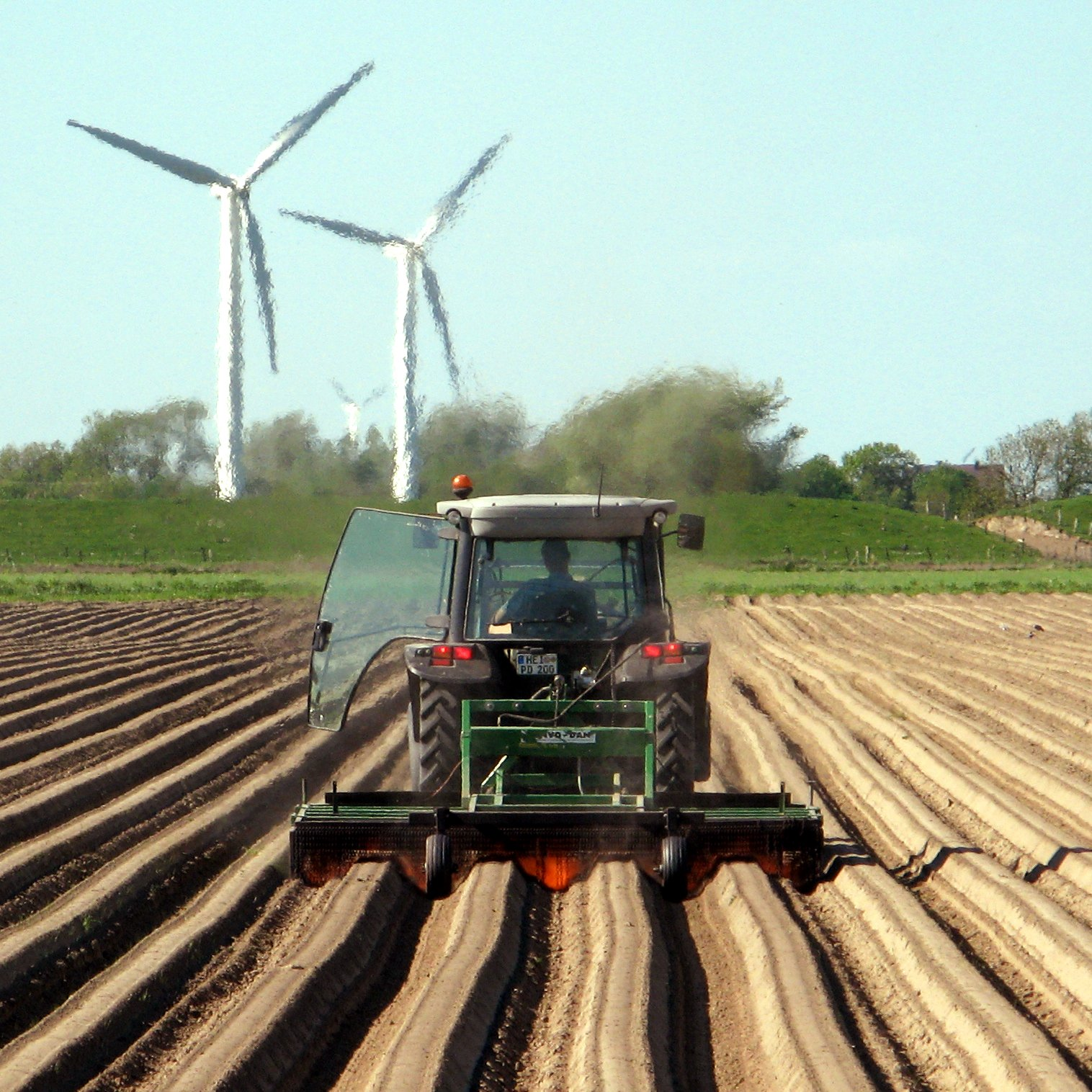
Désherbage thermique à flamme en prélevée sur culture de pommes de terre.

Le désherbage thermique, ou pyrodésherbage, est une technique de désherbage qui fait appel à la chaleur pour tuer les plantes indésirables (mauvaises herbes) par choc thermique. Cette technique fait partie des méthodes de lutte physique en protection des cultures. Elle permet de réduire ou d'éviter le recours aux herbicides.
Le désherbage thermique remonte aux États-Unis à l'année 1852, et fut très employé dans les cultures de maïs et de cotonniers dans l'après guerre jusqu'aux années 1960 où il fut éclipsé par l'arrivée des désherbants sélectifs. En Europe, il connaît un regain d'intérêt depuis les années 1980 avec le développement de l'agriculture biologique.
L'utilisation du froid pour limiter la croissance des mauvaises herbes (désherbage cryogénique) a fait l'objet d'études démontrant la possibilité de cette technique mais sans donner lieu à des applications pratiques.  

## Méthodes

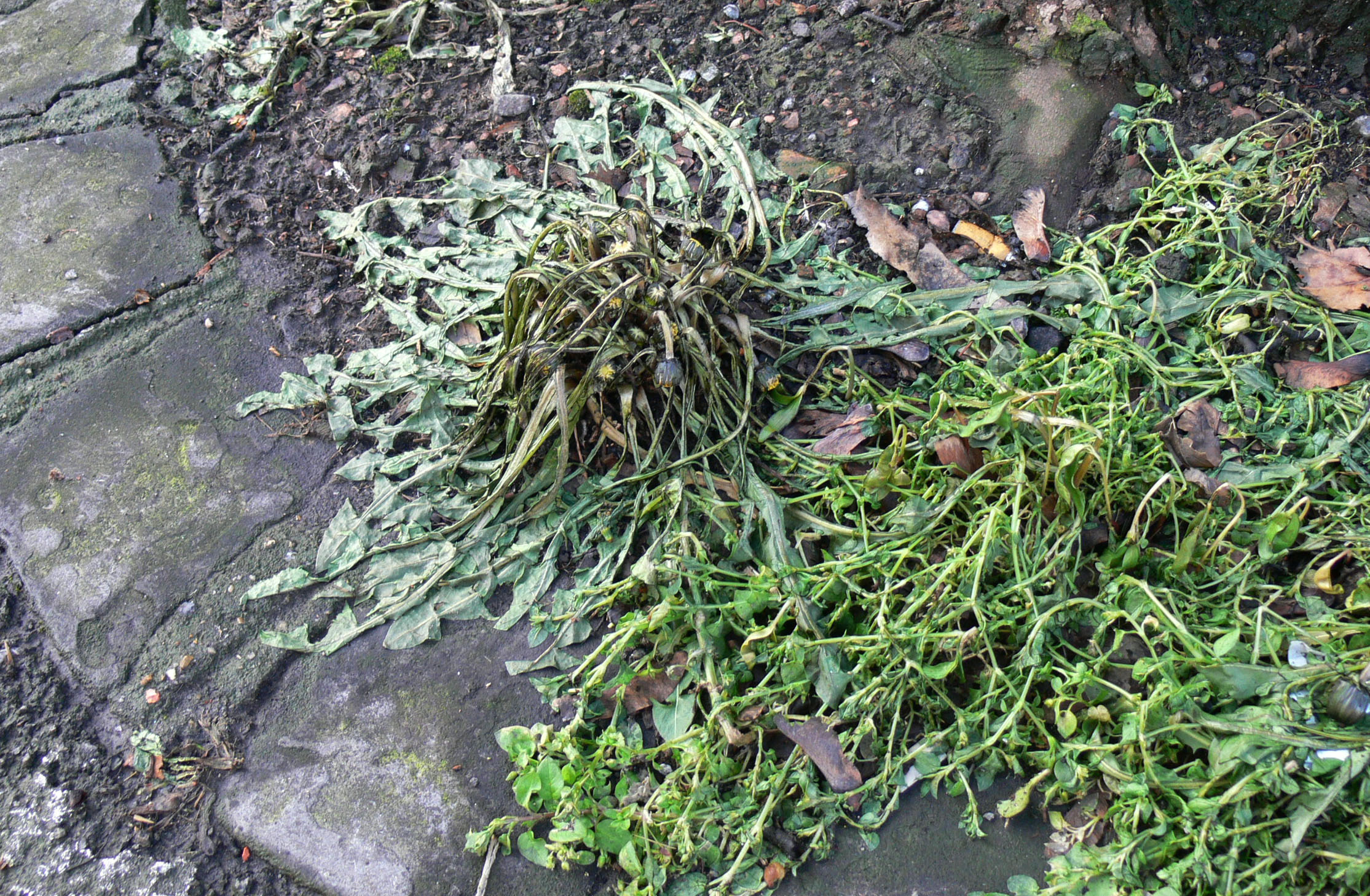
Désherbage thermique (48 h après l'opération) aux pieds d'arbres urbains. Les plantes tuées par la chaleur se décomposent en une quinzaine de jours.

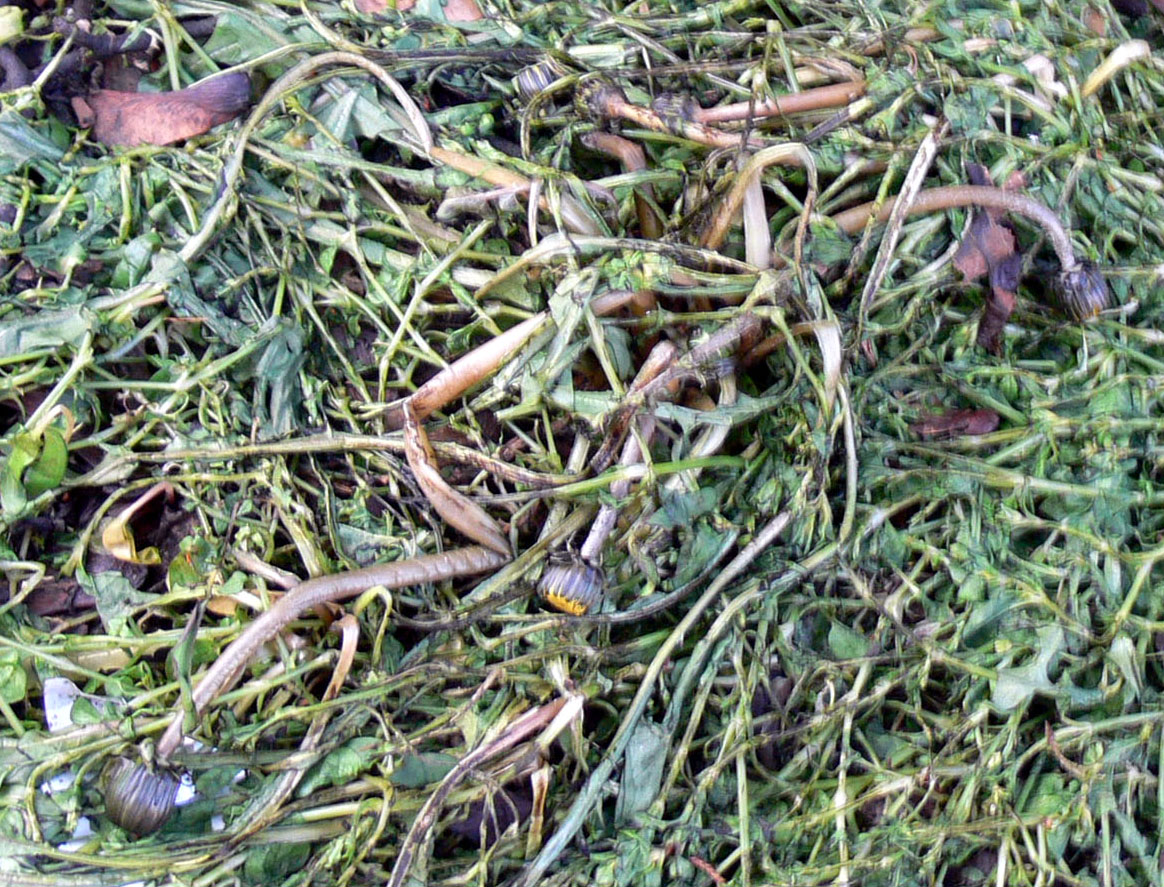
Un passage de quelques secondes suffit à tuer la partie aérienne des plantes (ici pissenlits), tout en épargnant la faune enfouie dans le sol. Certains matériels permettent cependant une relative stérilisation des 10 premiers centimètres du sol

Il existe plusieurs types de désherbants thermiques : 
- désherbant thermique à vapeur surchauffée
- désherbant thermique à infrarouges
- désherbant thermique à air chaud pulsé
- désherbant thermique à flammes directes
- désherbant thermique à mousse chaude
- désherbant thermique à l'eau chaude

Il s'agit généralement de chaleur radiante produite par une source mobile (gaz), flamme, ou chaleur apportée par de la vapeur d'eau (de 135 à 185 °C) ou de l'eau bouillante ou de l'eau à 95 °C qui peut être émulsionnée en mousse de manière que la mousse conserve la chaleur suffisamment longtemps pour tuer les cellules apicales des plantes ou toutes leurs parties aériennes. 
L'outil désherbant peut être porté à la main dans le cas des matériels légers, avec une bouteille de gaz sur le dos ou traînée sur un chariot. Des matériels adaptés au traitement en plein champ peuvent équiper les tracteurs agricoles classiques.

## Usages
Ce type de désherbage est utilisé par l'agriculture biologique, sous serre notamment, ou dans le cas de la gestion différenciée, ou parfois dans les cours d'école de manière à ne pas intoxiquer les enfants avec des pesticides chimiques.
Le matériel (rampes à gaz) peut aussi être utilisé pour la désinfection des sols (de poulaillers par exemple), jusqu'à 10 cm de profondeur dans le cas de sol de terre, de manière à éviter l'usage de produits toxiques.
Il peut enfin être utilisé pour légèrement chauffer les sols quand le point de givrage est presque atteint afin d'éviter la formation de verglas.

## Avantages
- C'est une alternative à l'utilisation d'herbicides, permettant d'à la fois diminuer la pollution des sols, la pollution de l'eau et la pollution de l'air (bien qu'il y ait émission de CO2, gaz à effet de serre).
- Les applicateurs ne sont pas exposés aux produits chimiques et aux risques liés à leurs manipulation.

## Limites
- Ce moyen est inadapté aux zones arides ou très sèches (sauf le matin en présence de rosée, car il ne vise pas à réellement brûler la plante, mais à en détruire les cellules apicales, les plus fragiles, qui sont responsables de sa croissance).

- Son coût est plus élevé que celui d'un traitement classique au désherbant total, car il nécessite plus de main d'œuvre et de temps. Pour un traitement équivalent à celui d'un désherbant chimique, il faut compter 8 passages (en moyenne) la première année, le nombre de passages pouvant ensuite au fil des années descendre à 3 passages dans l'année.

- Dans les espaces non cultivés, à la différence de ce qui se produit lors d'une fauche avec exportation, les plantes mortes sont laissées sur place ; elles enrichissent le sol en matière organique, ce qui favorise la repousse d'adventices. S'il y en a une grande quantité et que la zone est très humide ou inondée, il peut y avoir fermentation anaérobie avec faible dégagement de méthane. Mais ces deux problèmes existent aussi avec les désherbants totaux chimiques, aggravés, le cas échéant, par le fait qu'ils détruisent les racines.

- L'intérêt écologique est remis en cause dans le cas des méthodes utilisant une flamme, en raison du dégagement de dioxyde de carbone dans l'atmosphère. Le bilan carbone peut être plus important, à cause de l'importante nécessité en énergie pour ces opérations. Cependant, la fabrication des désherbants chimiques peut consommer aussi une quantité importante d'énergie.

- L'intérêt écologique de l'usage d'eau bouillante peut être remis en cause si l'eau est chauffée spécialement pour cet usage, en raison de la quantité d'énergie consommée[3].